# Pierre Védrine
Pour les articles homonymes, voir Védrine.
Pierre Védrine est un physicien français, spécialiste des aimants supraconducteurs. Il a contribué à la construction du premier alternateur supraconducteur au monde et du détecteur de particules ATLAS du Grand Collisionneur de hadrons (LHC, CERN). Il travaille au développement de la plus puissante machine IRM au monde.

## Jeunesse
Pierre Védrine est né en 1964 à Paris dans une famille qui comprend des ingénieurs chimistes. 
Après avoir été diplômé ingénieur de l’École nationale supérieure d'arts et métiers, il reçoit un DEA et fait un stage au Culham Science Centre, près d’Oxford où est développé le Joint European Torus, le plus grand tokamak jamais construit,.

## Le premier alternateur supraconducteur
Il intègre le Centre de recherche sur les très basses températures (CRTBT) du CNRS sur le site du Polygone scientifique de Grenoble. Il y participe à la conception du premier alternateur supraconducteur au monde. Celui-ci comportait une bobine constituée par un fil nanométrique de niobium titane de plusieurs kilomètres de long plongée dans un bain d’hélium liquide refroidi à −269 °C ou 4,2 kelvins.
En 1990 il soutient une thèse sur la physique et la technologie des grands instruments à l’université Pierre-et-Marie-Curie,, puis une thèse sur une machine électrique supraconductrice.

## Le Grand Collisionneur de hadrons

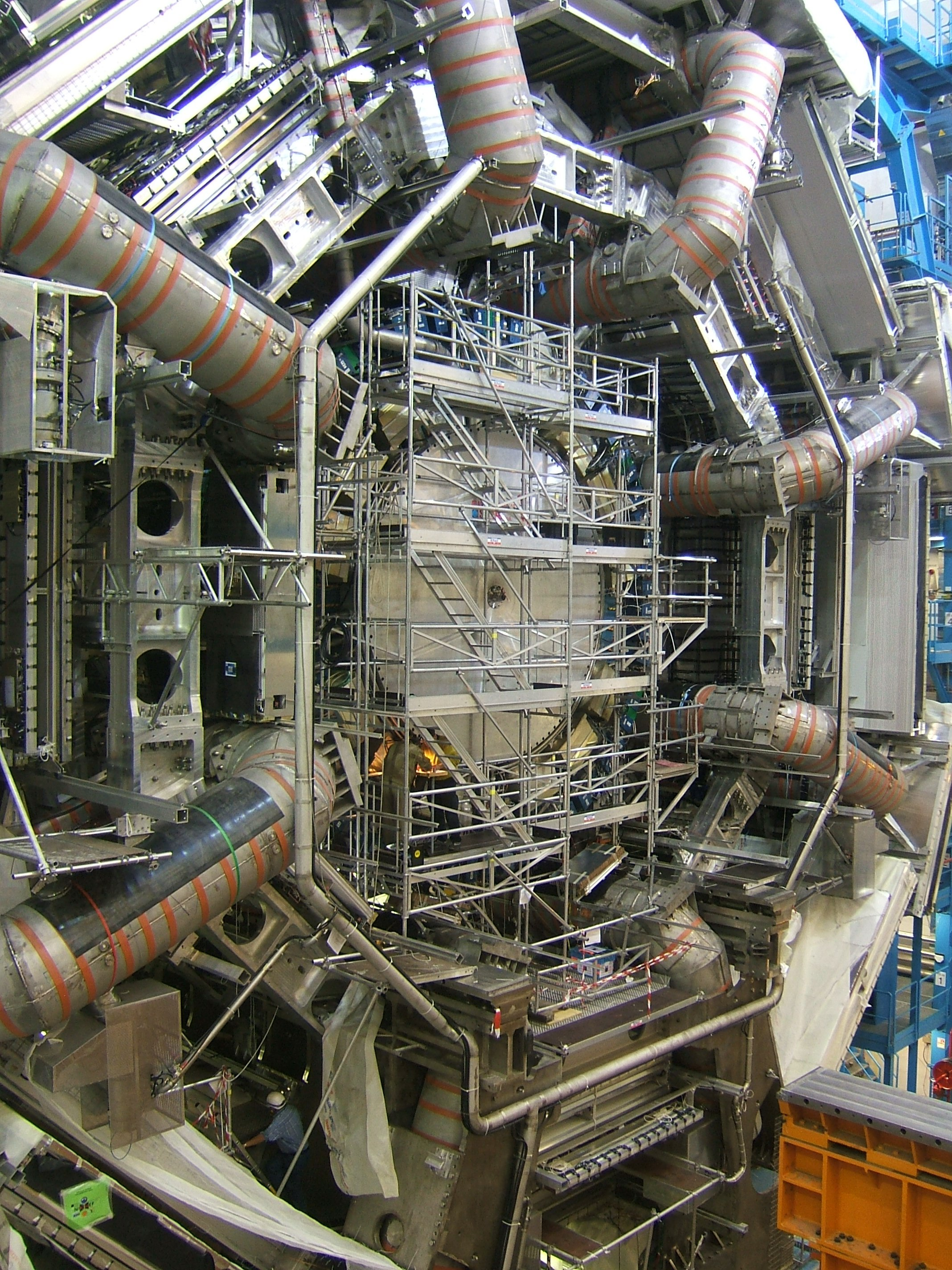
Le détecteur ATLAS en cours d'assemblage.

Il intègre alors le CEA où il travaille sur les aimants supraconducteurs, appliqués non plus aux alternateurs, mais aux accélérateurs de particules. Il contribue ainsi à l’amélioration des performances des aimants quadripolaires pour accélérateurs. 
En 1999, il prend la direction de l’équipe chargée de développer et mettre au point les huit bobines du toroïde central du détecteur de particules ATLAS (A Toroidal LHC ApparatuS, en français : « Un dispositif instrumental toroïdal pour le LHC »), l'un des deux grands détecteurs de l’accélérateur LHC (Large Hadron Collider, ou Grand Collisionneur de hadrons, en français),. Ces bobines, comportant un fil de niobium titane de 30 km de long, constituaient les plus grands électroaimants jamais construits résultaient d’une collaboration internationale de grande ampleur :

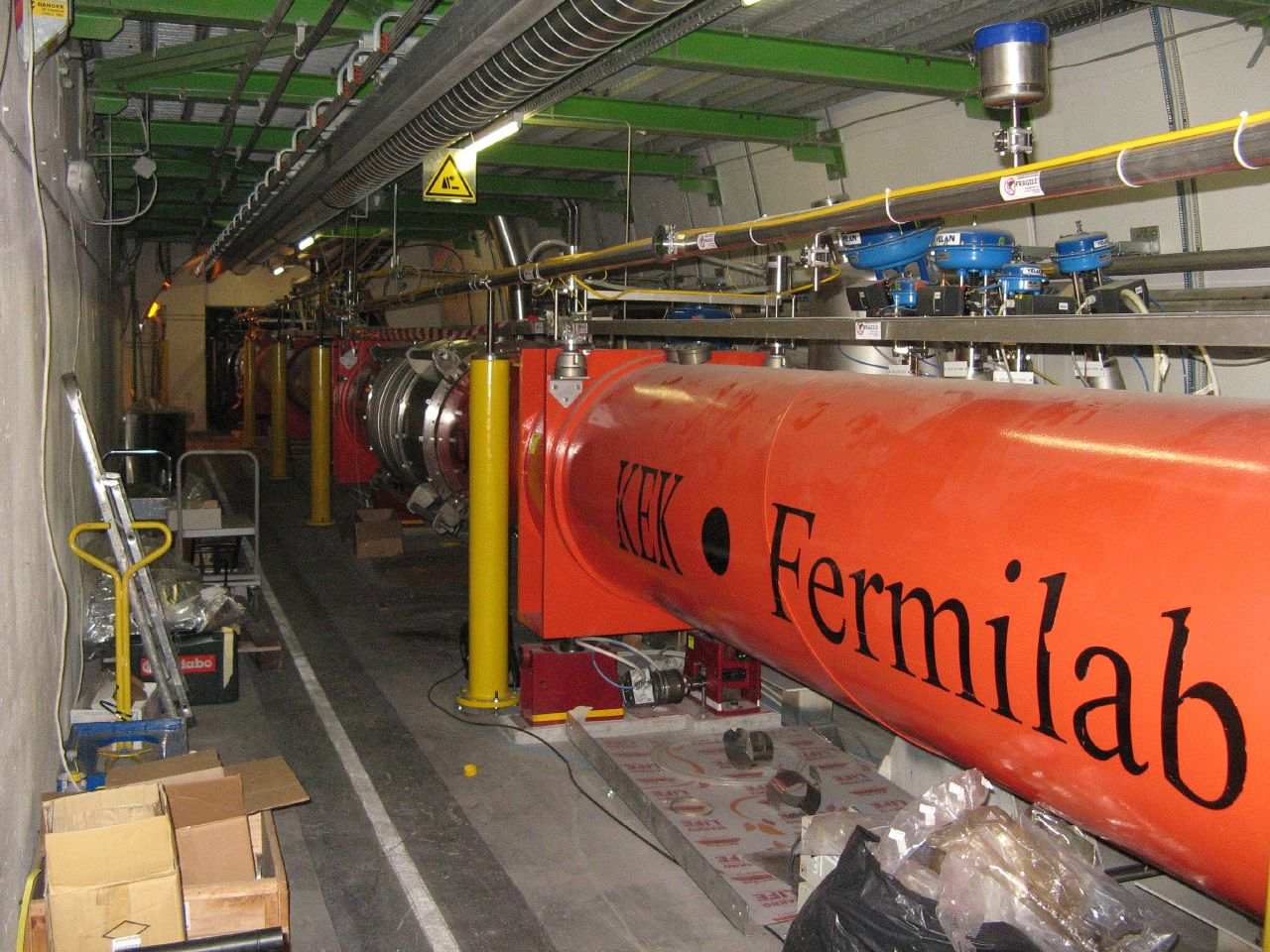
Électroaimant supraconducteur quadripolaire.

« Les italiens usinaient les bobines, les Espagnols des parties en acier inoxydable tandis que des pièces en titane étaient façonnées en Russie et en Biélorussie. D’un point de vue logistique, il s’agissait d’un mini-Airbus. Il m’a fallu avaler quelques couleuvres sans jamais céder sur l’essentiel et ce pendant des années ».
C’est le LHC qui a apporté en juillet 2012 la preuve « presque certaine » de l'existence du boson de Higgs, qui sera confortée plus tard. Cette découverte a contribué à l'attribution en 2013 du prix Nobel de physique à François Englert et  Peter W. Higgs.
En 2013 il est ingénieur à l'Institut de recherche sur les lois fondamentales de l'univers (CEA IRFU, Saclay).
Le 4 décembre 2013, il reçoit le prix spécial du jury lors de la dixième cérémonie des prix des ingénieurs de l’année organisée par L'Usine nouvelle et Industrie & Technologies,.
En 2014, il est nommé chef de service des accélérateurs, de cryogénie et de magnétisme du CEA.

## La plus puissante machine IRM au monde
Il travaille également depuis 2005 pour le Neurospin, centre d'imagerie cérébrale par imagerie par résonance magnétique (IRM) à très haut champ magnétique et par spectroscopie par résonance magnétique nucléaire (RMN). Il y développe sous la direction de Denis Le Bihan la plus puissante machine IRM du monde, avec un champ magnétique prévu de 11, 7 teslas, au lieu des champs de 1,5 à 3 teslas des IRM des hôpitaux, atteignant 7 à 9,4 teslas dans les laboratoires de recherche. Ce projet, nommé Iseult/Inumac, devrait permettre d'obtenir des images plus fines du cerveau, avec une précision de l’ordre du dixième de mm, contre 1 mm pour une IRM utilisé en médecine. L'appareil devrait permettre de séparer des amas de 1 000 à 5 000 neurones parmi les 100 milliards que le cerveau humain contient
,
,
,
,
.
Marié en 1988, Pierre Védrine a quatre enfants.